# Reverend and The Makers
Reverend and The Makers is een indie-electroband uit Sheffield (Engeland).
De band heeft als frontman Jon McClure, ook wel "The Reverend" genoemd.

## Bandleden
- Jon McClure – zang
- Ed Cosens – basgitaar
- Tom Jarvis – gitaar
- Joe Moskow – keyboard
- Richy Westley - drums
- Laura Manuel - zang/keyboard
- Stuart Doughtry - percussie

## Discografie

### Singles
| Jaar | Single                              | Album                        |
| ---- | ----------------------------------- | ---------------------------- |
| 2007 | "Heavyweight Champion of the World" | "The State of Things"        |
| 2007 | "He Said He Loved Me"               | "The State of Things"        |
| 2007 | "Open Your Window"                  | "The State of Things"        |
| 2009 | "Silence is Talking"                | "A French Kiss in the Chaos" |
| 2009 | "No Soap in a Dirty War"            | "A French Kiss in the Chaos" |
| 2012 | "Bassline"                          | "@Reverend Makers"           |
| 2012 | "The Wrestler"                      | "@Reverend Makers"           |
| 2012 | "Out of the Shadows"                | "@Reverend Makers"           |
| 2012 | "What Goes Around"                  | "Fifa 13"                    |
| 2012 | "Shine the Light"                   | "Fifa 13"                    |
| 2014 | "The Only One"                      | "Thirty Two"                 |
| 2015 | "Black Widow"                       | "Mirrors"                    |

### Album
- The State of Things (17 september 2007)
- A French Kiss in the Chaos (27 juli 2009)
- @Reverend Makers (18 juni 2012)
- Thirty Two (24 februari 2014)
- Mirrors (9 oktober 2015)